# 자드송 아우베스 두스 산투스
자드송 아우베스 두스 산투스(포르투갈어: Jadson Alves dos Santos, 1993년 8월 30일 ~ )는 최근 캄페오나투 브라질레이루 세리이 A의 클럽 EC 주벤투지에서 미드필더로 뛰는 브라질의 축구 선수다.

## 수상
보타포구
- 타사 구아나바라: 2013
- 타사 리우: 2013
- 캄페오나투 카리오카: 2013